# Elysium Planitia
L'Elysium Planitia è per estensione la seconda regione vulcanica di Marte, dopo i Monti Tharsis. Essa include, da nord a sud, i vulcani Hecates Tholus, Elysium Mons, Albor Tholus oltre a Cerberus Palus e Cerberus Fossae. È posizionata in prossimità dell'equatore ad una longitudine di 155° ovest.
Una foto dell'Elysium Planitia scattata dal veicolo spaziale Mars Express nel 2005 mostra che potrebbe essere ricoperta da acqua ghiacciata. Si è stimato che il volume del ghiaccio possa avere un'estensione dagli 800 ai 900 km e una profondità di 45m, molto simile come dimensioni di larghezza e profondità al Mare del Nord.
Si pensa che il ghiaccio sia frutto dei resti di alcune inondazioni di acqua e flussi di lava nelle Cerberus Fossae (Fosse di Cerbero), fessurazioni della superficie datate all'incirca dai 2 ai 10 milioni di anni fa.
La superficie dell'area è frantumata in una serie di placche simili a pezzi di ghiaccio che galleggiano su un lago.
Il cratere di impatto mostra che le placche sono più vecchie di oltre 1 milione di anni rispetto al materiale della fossa, dimostrando che l'area si è solidificata troppo lentamente per trattarsi di un materiale come la lava basaltica.
L'Elysium Planitia è l'area scelta dalla NASA per l'atterraggio del lander InSight, una missione della durata di circa due anni finalizzata a studiare l’attività sismica e geodetica del pianeta rosso.